# Beilsteins Handbuch der Organischen Chemie
Die Beilstein-Datenbank ist eine Datenbank für organische Chemie, eine der größten Faktendatenbanken der Welt und ein Standardwerk der chemischen Literatur. Betrieben wird die Datenbank heute vom Verlag Elsevier.
Das Handbuch gehörte zu einem deutschsprachigen Standardnachschlagewerk der organischen Chemie und sollte inhaltlich das 1830 gegründete Chemische Zentralblatt wesentlich ergänzen. Es war das deutsche Pendant zum angelsächsischen Chemical-Abstracts-System. Seit 1998 wurde die Redaktion des Beilstein aufgelöst.

## Handbuch
„Der Beilstein“, wie das ursprüngliche Handbuch und die heutige Datenbank auch genannt werden, wurde von Friedrich Konrad Beilstein (1838–1906) von 1880 bis 1882 in einer ersten Auflage als „Handbuch der Organischen Chemie“ mit ca. 15.000 Verbindungen und ca. 2.200 Seiten als zweibändiges Werk herausgegeben. Von 1885 bis 1889 erschien die zweite Auflage (3 Bände, 4.080 Seiten), von 1892 bis 1899 die dritte (4 Bände, 6.844 Seiten). Der Verlag war zunächst Leopold Voss und ab der 4. Auflage Julius Springer.
Als Beilstein die gewaltige Arbeit nicht mehr allein leisten konnte, wurde 1896 die Fortführung des Handbuchs in die Obhut der Deutschen Chemischen Gesellschaft gegeben, die zunächst die Ergänzungsbände der 3. Auflage und ab 1918 die vierte Auflage herausgab. Herausgeber war bei den Ergänzungsbänden und der Vorbereitung der 4. Auflage Paul Heinrich Jacobson, der aber seit 1899 von Bernhard Prager unterstützt wurde. Prager war seit 1907 (als das Erscheinen der Ergänzungsbände abgeschlossen war) der eigentliche Herausgeber, da Jacobson anderweitig stark ausgelastet war. Unterstützt wurde er von Dora Stern (bis 1937 in der Redaktion), Edith Josephy (bis 1933 in der Reaktion) und Paul Schmidt. Nach der Machtergreifung der Nationalsozialisten wurde zunächst Bernhard Prager als Jude entlassen und dann auch andere jüdische Mitarbeiter wie Dora Stern und Fritz Radt, die bei Elsevier in Amsterdam ein Konkurrenzprojekt starteten, bevor man sich international nach dem Krieg auf die Fortführung des Beilstein einigte, der durch (aufgrund des Krieges lizenzfreien) Nachdrucke in den USA dort großen Anklang gefunden hatte. Nachfolger von Prager als Herausgeber war Friedrich Richter (1896–1961). Schon 1936 umfasste die damals noch bei weitem nicht vollständige 4. Auflage über 200.000 Verbindungen, gegenüber den rund 70.000 Verbindungen, die Beilstein in seiner letzten (dritten) Auflage noch allein betreut hatte.
Diese 4. Auflage wurde als Hauptwerk bezeichnet, auf deren Nummerierung („System-Nummer“) bezogen sich alle nachfolgenden Ergänzungswerke.
Der Inhalt der Bücher wurde über das Beilstein-System erschlossen (entwickelt von Jacobson und Prager), das über Strukturmerkmale eine eindeutige Zuordnung zu einzelnen Bänden erlaubt. Die einzelnen Serien sind nach dem Zeitraum der berücksichtigten Literatur gegliedert. Das Hauptwerk (H) behandelt die Literatur bis 1909, das 1. Ergänzungswerk  (E I)  von 1910 bis 1919, das zweite (E II) von 1920 bis 1929, das dritte (E III) von 1930 bis 1949, das vierte (E IV) von 1950 bis 1959 und das fünfte von 1960 bis 1979. Wichtige Informationen wurden in den Ergänzungsbänden aber auch der neuesten Literatur entnommen, speziell was die Konstitution und Konfiguration der Verbindung betraf, und die kritische Wertung in der Bearbeitung erfolgte nach den Prinzipien des Beilstein stets nach neuestem Stand der Wissenschaft. Jede Serie umfasst nominell 27 Bände (die in mehrere Teilbände zerfallen) je nach Strukturklasse, wobei die Einteilung für alle Serien gleich ist. Ab dem 5. Ergänzungswerk erschien er vollständig in Englisch.
Generell lassen sich aus dem „Beilstein“ folgende literaturbelegte Fakten zu organischen Verbindungen entnehmen:
- Konstitution, Konfiguration, Konformation
- Vorkommen und Gewinnung aus Naturprodukten
- Herstellung, Bildungsweisen und Reinigung
- Struktur und Energiegrößen des Moleküls
- physikalische Eigenschaften
- chemisches Verhalten (Reaktionen)
- Charakterisierung und Analytik
- Derivate

Dabei wurde die Information aus der Originalliteratur stark komprimiert, verglichen, auf Fehler überprüft und gegebenenfalls korrigiert.
Später erfolgte die Bearbeitung des Handbuchs durch das Beilstein-Institut für Literatur der Organischen Chemie in Frankfurt, das 1951 die Rechtsform einer gemeinnützigen Stiftung erhielt (Stifterin: Max-Planck-Gesellschaft, unter ihrem damaligen Präsidenten, dem Chemiker Otto Hahn). Die Finanzierung geschah vollständig aus den Einnahmen des Beilstein und Anfang der 1980er Jahre arbeiteten dort 110 Chemiker am Beilstein, die rund 2000 Zeitschriften in einer Vielzahl auch „entlegener“ Sprachen auswerteten. Als Nachfolger von Richter war 1961 bis 1978 H. G. Boit der Herausgeber und 1978 bis 1996 Reiner Luckenbach. Schon 1988 war die Umwandlung in eine elektronische Datenbank abgeschlossen und das Handbuch konnte Online abgerufen werden.
Bis zur Einstellung der Produktion des Beilstein in Buchform 1998 erschienen 503 Bände mit 440.814 Seiten.

## Datenbank
Seit 1994 existiert der Beilstein als Datenbank, die bei ihrem Erscheinen ca. 6 Millionen Strukturen chemischer Verbindungen enthielt. Die Datenbank enthält Angaben aus der wissenschaftlichen Literatur von 1771 bis zur Gegenwart zu chemischen, physikalischen, pharmakologischen und physiologischen Eigenschaften organischer Verbindungen als numerische Werte, Stichworte oder als Texteinträge.
Zum Durchsuchen der Datenbank wurde eine Software, der Crossfire, vertrieben. Er beinhaltete eine graphische Benutzeroberfläche, in der chemische Strukturen gezeichnet wurden, nach denen die Datenbank in Verknüpfung mit Stoffeigenschaften u. a. durchsucht werden konnte. Crossfire wurde Ende 2010 eingestellt und durch das Programm Reaxys ersetzt, mit dem neben dem Beilstein auch Gmelins Handbuch der anorganischen Chemie und Patent Chemistry gemeinsam recherchierbar sind.
Ende 2008 sind über 10 Millionen Strukturen und 10 Millionen Reaktionen mit 37 Millionen Faktendatensätzen aufgelistet. Jeder Faktendatensatz ist mit einem Verweis auf die Originalliteratur versehen. Über 2 Millionen Originalartikel wurden ausgewertet.

## Historische Werke

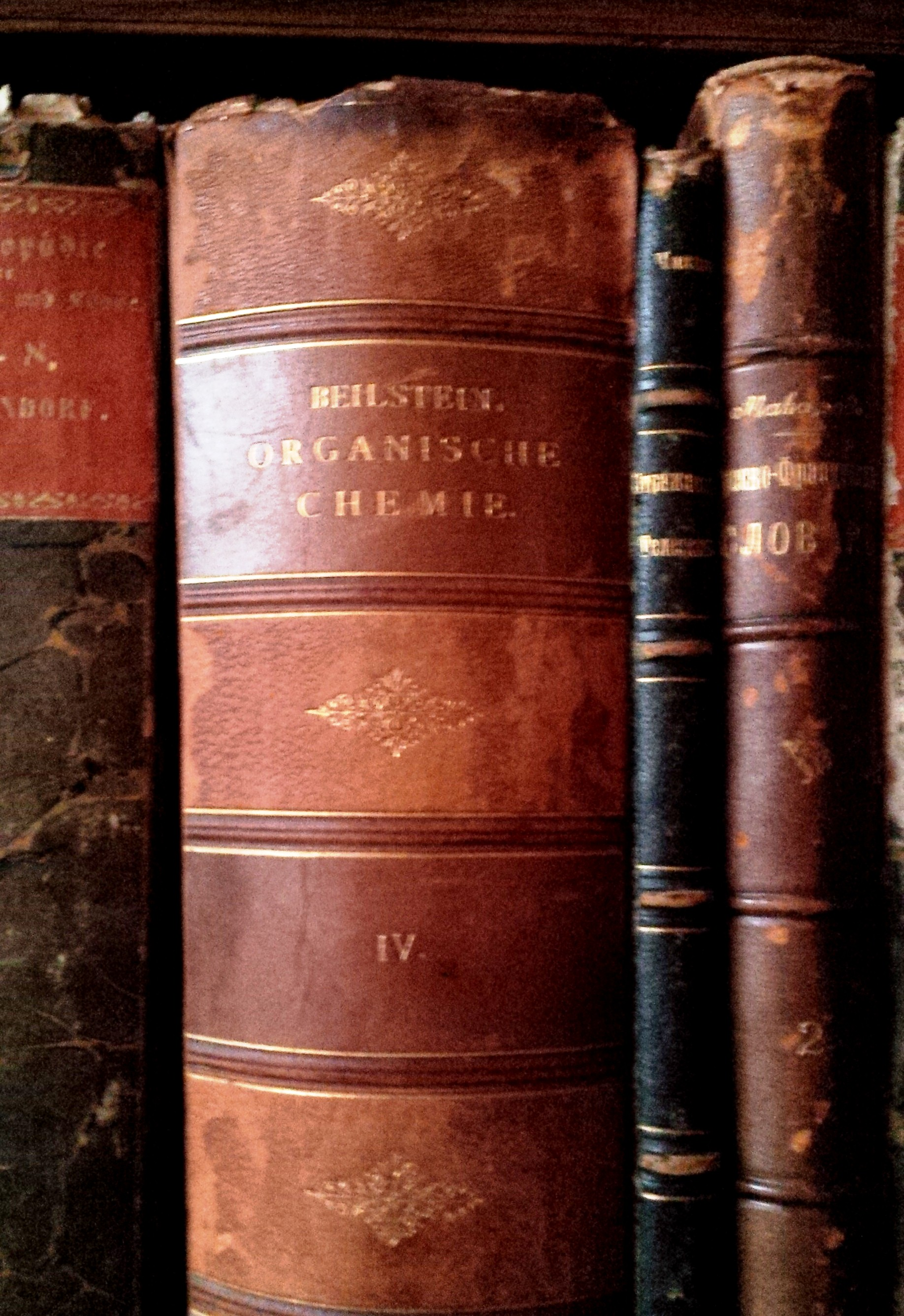
Organische Chemie

Die älteren Werke sind überwiegend kostenfrei online verfügbar.
1. Auflage
- I. Abteilung (1881) und (1883). - II. Abteilung (1883) und (1883).

2. Auflage
- 1. Band (1886). - 2. Band (1888). - 3. Band (1890).

3. Auflage
- 1. Band (1893), 1. Erg.bd. (1901). - 2. Band (1896), 2. Erg.bd. (1903). - 3. Band (1897), 3. Erg.bd. (1904). - [4. Band (1899)], 4. Erg.bd. (1906). - Registerband 3. Auflage (1906).

4. Auflage – Hauptwerk (H), Literatur bis 1909.
- acyclische Verbindungen: Band 1 (1918). - Band 2 (1920). - Band 3 (1921). - Band 4 (1922).
- isocyclische Verbindungen: Band 5 (1922). - Band 6 (1923). - Band 7 (1925). - Band 8 (1925). - Band 9 (1926). - Band 10 (1927). - Band 11 (1928). - Band 12 (1929). - Band 13 (1930). - Band 14 (1931). - Band 15 (1932). - Band 16 (1933).
- heterocyclische Verbindungen: Band 17 (1933). - Band 18 (1934). - Band 19 (1934). - Band 20 (1935). - Band 21 (1935). - Band 22 (1935). - Band 23 (1936). - Band 24 (1936).- Band 25 (1936). - Band 26 (1937). - Band 27 (1937).

4. Auflage – 1. Ergänzungswerk (E I), Literatur 1910–1919.
- acyclische Verbindungen: Band 1 (1927). - Band 2 (1928). - Band 3–4 (1929).
- isocyclische Verbindungen: Band 5 (1930). - Band 6 (1931). - Band 7–8 (1931). - Band 9 (1932). - Band 10 (1932). - Band 11–12 (1933). - Band 13–14 (1933). - Band 15–16 (1934).
- heterocyclische Verbindungen: Band 17-18-19 (1934). - Band 20-21-22 (1935). - Band 23-24-25 (1936). - Band 25–26-27 (1938).
- Registerbände 4. Auflage (H & E I): Gen.Sachreg. A-G (1938), Gen.Sachreg. H-Z (1939). - Gen.Formelreg. C1-C13 (1939), Gen.Formelreg. C14-C195 (1940).

4. Auflage – 2. Ergänzungswerk (E II), Literatur 1920–1929.
- acyclische Verbindungen:  Band 1 (1941). - Band 2 (1942). - Band 3–4 (1942).
- isocyclische Verbindungen: Band 5 (1943). - Band 6 (1944). - Band 7 (1948). - Band 8 (1948). - Band 9 (1949) – Band 10 (1949). - Band 11 (1950). - Band 12 (1950).
- heterocyclische Verbindungen:  Band 13 (1950).- Band 14 (1951).- Band 15 (1951).- Band 16 (1951).- Band 17 (1952).- Band 18 (1952).- Band 19 (1952) .- Band 20 (1953).- Band 21 (1953).- Band 22 (1953).- Band 23 (1954).- Band 24 (1954).- Band 25 (1954).- Band 26 (1954).- Band 27 (1955).

4. Auflage – 3. Ergänzungswerk (E III), Literatur 1930–1949.
- acyclische Verbindungen: Band 1/1 bis 1/3 (1958–1959).- Band 2/1 und 2/2 (1960–1961).- Band 3/1 und 3/2 (1961–1962).- Band 4/1 und 4/2 (1962–1963).
- isocyclische Verbindungen: Band 5/1 bis 5/4 (1963–1965).- Band 6/1 bis 6/8 (1965–1967).- Band  7/1 bis 7/5  (1968–1969).- Band 8/1 bis 8/4 (1969–1970).- Band 9/1 bis 9/5 (1970–1971).- Band 10/1 bis 10/5 (1971–1972).- Band 11 (1972).- Band 12/1 bis 12/5 (1972–1973).- Band 13/1 bis 13/3 (1973).- Band 14/1 bis 14/3 (1973–1974).- Band 15 (1974).- Band 16/1 und 16/2 (1974).
- heterocyclische Verbindungen: die Bände 17 bis 27 des 3. Ergänzungswerks wurden gemeinsam mit dem 4. Ergänzungswerk E IV herausgegeben (s. unten).

4. Auflage – 4. Ergänzungswerk (E IV), Literatur 1950–1959.
- acyclische Verbindungen: Band 1/1 bis 1/6 (1972–1975).- Band 2/1 bis 2/3 (1975).- Band 3/1 bis 3/3 (1977–1979).- Band 4/1 bis 4/5 (1977–1981).
- isocyclische Verbindungen:  Band 5/1 bis 5/4 (1977–1981).- Band 6/1 bis 6/10 (1978–1981).- Band 7/1 bis 7/5 (1981–1982).- Band 8/1 bis 8/5 (1982).- Band 9/1 bis 9/5 (1982–1983).- Band 10/1 bis 10/5 (1983–1984).- Band 11 (1984).- Band 12/1 bis 12/5 (1984).- Band 13/1 bis 13/4 (1985).- Band 14/1 bis 14/4 (1985).- Band 15/1 und 15/2 (1986).- Band 16/1 bis 16/3 (1986).

4. Auflage – 3. und 4. Ergänzungswerk (EIII + E IV), Literatur 1930–1959.
- heterocyclische Verbindungen: Band 17/1 bis 17/7 (1974–1975).- Band 18/1 bis 18/9 (1975–1977).- Band 19/1 bis 19/7 (1977).- Band 20/1 bis 20/6 (1977–1978).- Band 21/1 bis 21/7 (1978–1979).- Band 22/1 bis 22/8 (1979–1980).- Band 23/1 bis 23/5 (1980).- Band 24/1 bis 24/3 (1981).- Band 25/1 bis 25/6 (1981–1982).- Band 26/1 bis 26/6 (1982–1983).- Band 27/1 bis 27/13 (1983–1985).

- Registerbände 4. Auflage Hauptwerk bis 4. Ergänzungswerk H – E IV, Literatur bis 1959.
- 10 Bände Sachregister  (1991). 13 Bände Formelregister (1993).

4. Auflage – Fifth Supplementary Series (E V). Literatur 1960–1979.
- acyclische und isocyclische Verbindungen: die Bände 1 bis 16 sind nicht mehr erschienen.
- heterocyclische Verbindungen: Band 17/1 bis 17/11 (1984–1986).- Band 18/1 bis 18/12 (1986–1987).- Band 19/1 bis 19/12 (1987–1988).- Band 20/1 bis 20/8 (1988–1989).- Band 21/1 bis 21/13 (1989–1990).- Band 22/1 bis 22/14 (1990–1991).- Band 23/1 bis 23/13 (1991–1992).- Band 24/1 bis 24/9 (1992).- Band 25/1 bis 25/18 (1992–1993).- Band 26/1 bis 26/19 (1993–1995).- Band 27/1 bis 27/44 (1995–1998).
- Registerbände  4. Auflage Fifth Supplementary Series (E V). Literatur 1960–1979.
- Sachregister Band 17-19 (1989), Band 20-22 (1990), Band 23-25, Band 26  und Band 27 (1998).
- Formelregister Band 17-19 (1990), Band 20-22, Band 23-25, Band 26 und Band 27 (1998).